# Наполион (Охајо)
Наполион (енгл. Napoleon) град је у америчкој савезној држави Охајо.

## Демографија
По попису из 2010. године број становника је 8.749, што је 569 (-6,1%) становника мање него 2000. године.
| Група             | 2000.         | 2010.         |
| Белци             | 8.523 (91,5%) | 7.854 (89,8%) |
| Афроамериканци    | 78 (0,8%)     | 78 (0,9%)     |
| Азијати           | 57 (0,6%)     | 34 (0,4%)     |
| Хиспаноамериканци | 591 (6,3%)    | 698 (8,0%)    |
| Укупно            | 9.318         | 8.749         |